# Ectropis fractaria
Espèce
Ectropis fractaria est un insecte lépidoptère de la famille des Geometridae vivant en Australie y compris en Tasmanie.